# Palazzo Thiene
A Palazzo Thiene egyike azoknak a Vicenzában álló palotáknak, amely mint Vicenza városa és Veneto tartomány Palladio által tervezett villáinak egyike, szerepel a világörökség listáján. 
1542 októberében Marcantonio és Adriano Thiene elkezdték átalakítani a quattrocentóban épített családi palotájukat egy grandiózus terv alapján, amely magába foglalt egy teljes, 54*62 méteres, Vicenza főutcájára (ma Corso Palladio) néző épülettömböt. A gazdag, hatalmas és kifinomult ízlésű Thiene testvérek ahhoz a jelentős nemesi réteghez tartoztak, akik könnyedén mozogtak Európa legfontosabb udvaraiban, ezért olyan lakhelyet igényeltek, ahol méltóképpen láthatják vendégül előkelő látogatóikat. Ugyanakkor, mint a város arisztokráciája politikai pártjának jelentős tagjai, vágytak egy hercegi palotára, amely kihangsúlyozza a város vezetésében játszott szerepüket. 
Amikor 1614-ben az angol építész, Inigo Jones meglátogatta a palotát, közvetlenül Vincenzo Scamozzitól és Palma il Giovanétól hallotta a következő információt: „a tervet Giulio Romano készítette és Palladio kivitelezte”. Valószínű, hogy a Palazzo Thiene eredeti terve ténylegesen a megfontolt és tehetséges Giulio Romanónak tulajdonítható, aki a Gonzagák mantovai udvarában élt, akikkel Thiene család szorosabb kapcsolatot ápolt, s a fiatal Palladio volt a felelős az adminisztrációért és az építkezés menetéért, és ez a szerep Giulio 1546-ban bekövetkezett halála után lényegesebbé vált.
A palota azon elemei, amelyek Giuliónak tulajdoníthatóak, és idegenek Palladio munkáitól, világosan beazonosíthatóak: a négy oszlopos átrium lényegében megegyezik Gulio másik épületével, a Palazzo del Tevel, még akkor is, ha Palladio kétségtelenül megváltoztatta a boltozat rendszerét, és szintén Giulióé az ablakok és a földszinti, az udvarra és az utcára néző homlokzat terve, míg Palladoi terveire hajaznak a felső emeleti gerendaáthidalások és oszlopfők.
Az épület munkálatait 1542-ben kezdték. Ugyanebben az évben, decemberben Giulio Romano két héten át Vicenzában tartózkodott, mint a bazilika építészeti tanácsadója, s valószínűleg ekkor adta át a Palazzo Thiene terveinek vázlatát. De munkák lassan haladtak: a külső homlokzat elkészültét 1556-ra teszik, az udvariét 1558-ra. Miután 1552-ben Adriano Thiene meghalt Franciaországban, és Marcantonio fia, Giulio Scandiano grófja lett, a családi érdekek és figyelem előterébe fokozatosan Ferrara került. Következésképpen a hatalmas tervből csak egy kis rész készült el, de valószínűleg sem a velenceiek, sem a vicenzai nemesek nem fogadtak volna el a városuk közepén egy ilyen jellegű magán királyságot.

## Külső hivatkozások
- cisapalladio.org
- vicenzae.org Archiválva 2007. március 11-i dátummal a Wayback Machine-ben